# Khuất (họ)
Khuất là một họ của người thuộc vùng Văn hóa Đông Á. Họ này có mặt ở Việt Nam và Trung Quốc (chữ Hán: 屈). Tại Trung Quốc trong danh sách Bách gia tính họ này xếp thứ 124.
Tại Việt Nam, họ Khuất cho đến nay chỉ thấy có ở tỉnh Sơn Tây cũ (Xứ Đoài), nay là Hà Nội, Phú Thọ, Vĩnh Phúc, Hòa Bình, Tuyên Quang. Còn tất cả những chi, tiểu chi trên khắp cả nước và nước ngoài đều có gốc gác từ Sơn Tây.

## Người Việt Nam họ Khuất
- Khuất Đả, tướng nhà Lê Sơ.
- Duy Trác, tên thật là Khuất Duy Trác, ca sĩ Việt Nam.
- Khuất Duy Tiến, Chủ tịch Ủy ban Kháng chiến Hành chính Thành phố Hà Nội trong thời kỳ chống Pháp.
- Khuất Duy Tiến, Trung tướng Quân đội Nhân dân Việt Nam.
- Khuất Văn Khang, cầu thủ bóng đá chơi ở vị trí tiền vệ của Việt Nam.
- Khuất Duy Vinh (Vinh Khuất) - ca sĩ, nhạc sĩ và nhà sản xuất âm nhạc người Đức gốc Việt.
- Khuất Trung Kiên (Kiên Khuất) - quay phim Điện Ảnh Đèn Âm Hồn

## Người Trung Quốc họ Khuất
- Khuất Hà, quý tộc nước Sở, người được coi là thủy tổ họ Khuất
- Khuất Nguyên, đại thi hào nước Sở thời Chiến Quốc
- Khuất Đại Quân, thi sĩ cuối thời nhà Minh
- Khuất Bá Xuyên, nhà giáo dục Trung Quốc đầu thế kỷ XX, người sáng lập Đại học Kỹ thuật Đại Liên
- Khuất Mân Khiết, ca sĩ Đài Loan

1. ↑  "Lịch sử hình thành và phát triển họ Khuất tại Việt Nam".